# Artikelstamm
Artikelstamm bezeichnet die Aufstellung aller Artikel eines Produktions- oder Handelsunternehmens. Daten zum Artikelstamm werden zu den Stammdaten eines Warenwirtschaftssystems gerechnet, da sie unabhängig von anderen Daten existieren.
Unter Artikel ist nicht das einzelne physische Realobjekt zu verstehen; der Artikel ist vielmehr ein logisch abstrakter Begriff, der alle Realobjekte zusammenfasst, die aus Produktions- oder Handelssicht gleich sind.
Ein Artikel wird durch eine Artikelnummer identifiziert. Typische weitere den Artikel beschreibende Eigenschaften sind beispielsweise Artikelbezeichnung, Gewicht, Farbe, Form, Lieferant, Herkunftsland, Einkaufspreis.
Häufig ist im Artikelstamm auch eine eindeutige und somit den Artikel identifizierende  European resp. International Article Number (EAN) hinterlegt, die als Barcode auf den Artikel aufgedruckt oder aufgeklebt ist. Dies erlaubt entsprechenden Systemen mit Scanner, den Artikel nach dem Scannen eindeutig zu identifizieren und z. B. bei Kassensystemen den Preis automatisch zu ermitteln und den Verkauf artikelgenau zu buchen.